# Concepcioneras de 1901

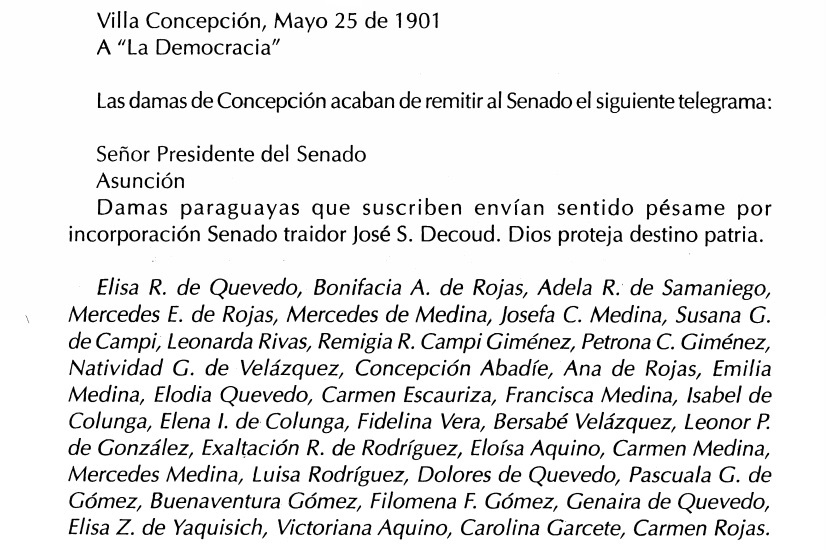
Facsímil del telegrama enviado por Las Concepcioneras al Senado paraguayo.

Las concepcioneras de 1901 fueron un grupo de ciudadanas de la capital del Departamento de Concepción, Paraguay, que en el año 1901 protagonizaron la primera manifestación política documentada de las mujeres de ese país. La protesta consistió en el envío de un telegrama al Senado el 25 de mayo de 1901, como consecuencia de unas elecciones supuestamente fraudulentas. Este acontecimiento generó igualmente el primer debate público sobre el feminismo en la prensa nacional.

## Antecedentes
Durante el gobierno de Emilio Aceval (1898-1902) se vivía un ambiente de crispación política en el Paraguay. Al interior del partido oficialista, la Asociación Nacional Republicana (ANR), hubo muchas diferencias. Tanto, que una facción «caballerista» dentro del mismo asumió un fuerte rol opositor. El presidente, al no estar afiliado a la ANR, tuvo que declararse públicamente republicano.
De acuerdo a la Constitución Nacional y en uso de sus atribuciones, Aceval decretó la elección de 6 senadores y 13 diputados en los distritos de la capital y del interior del país. El doctor Cecilio Báez fue proclamado candidato a senador por el Partido Liberal, en representación del primer y segundo distrito del interior (Concepción y San Pedro). Para ese mismo cargo, el partido de gobierno, la ANR, nominó a José Segundo Decoud. El resultado de las elecciones registró 212 votos para Báez y 115 para Decoud. La derrota del candidato oficialista obligó a que el Senado, en complicidad con el Poder Ejecutivo, aprobara unas actas fraudulentas según las cuales la banca sería ocupada por Decoud.

## El telegrama
El resultado de esta elección provocó la primera manifestación política de las mujeres del Paraguay, expresada a través de un documento.
El 25 de mayo de 1901, un grupo de 36 ciudadanas de Concepción envió un telegrama a la Cámara Alta, por medio del cual sentaba su protesta en contra de la elección de Decoud como senador de la nación.

El documento decía:
Mujeres paraguayas envían sentidos pésames elección senador traidor. Dios proteja destino patria.
Este acontecimiento desató una gran polémica, debido a que no se aceptaba el hecho que las mujeres pudieran intervenir en los asuntos políticos del país. El malestar fue tal, que toda la prensa se manifestó en contra de Las Concepcioneras y hasta se llegó a pedir la destitución del telegrafista que se encargó de enviar el telegrama.

## Debate sobre feminismo
La fuerte reacción contra la acción política de la 36 mujeres suscitó igualmente el primer debate público sobre el feminismo en la prensa paraguaya.
Báez, en el periódico La Democracia, y Arsenio López Decoud (sobrino de José Segundo), en el diario La Patria y representando al sector oficialista, publicaron una serie de artículos.
Ambos no solamente defendieron el acto de ciudadanía de Las Concepcioneras sino que también se manifestaron a favor del feminismo y de la igualdad de derechos entre mujeres y hombres en el Paraguay y el mundo.

## Legado
A partir de 1901, en la República del Paraguay se sucedieron diversas organizaciones de mujeres lideradas por intelectuales como Serafina Dávalos y Virginia Corvalán, quienes argumentaron y se manifestaron a favor de los derechos civiles y políticos de las mujeres en el país.